# اس‌اف ریوکانفوس
اس‌اف ریوکانفوس (به انگلیسی: SF Rjukanfoss) یک کشتی است که طول آن 69 meters (225 ft) می‌باشد. این کشتی در سال ۱۹۰۹ ساخته شد.